# Szczęściara (film 1954)
Szczęściara (ang. Lucky Me) – muzyczny film komediowy z 1954 roku.

## Fabuła
Film opowiada o grupie artystów grających w przedstawieniu „Paryska Ślicznotka”. Ponieważ spektakl nie cieszy się powodzeniem, artyści muszą dorabiać sprzątaniem w hotelu. Piosenkarka Candy Williams nawiązuje znajomość z pewnym mężczyzną z hotelu. Okazuje się nim być Dick Carson, słynny autor piosenek, którego na skutek pomyłki bierze za mechanika samochodowego. 

## Obsada
- Doris Day - Candy Williams
- Robert Cummings - Dick Carson
- Phil Silvers - Hap Schneider
- Eddie Foy Jr. - Duke McGee
- Nancy Walker - Flo Neely
- Martha Hyer - Lorraine Thayer
- Bill Goodwin - Otis Thayer
- Marcel Dalio - Anton
- Hayden Rorke - Tommy Arthur
- James Burke - Mahoney